# Susan K
Susan K ist der ehemalige Name eines unter der Flagge von Antigua und Barbuda fahrenden Mehrzweckschiffes. Der Reeder des Schiffes war die Nimmrich und Prahm Reederei MS „SONJA“, bereedert wurde es von Nimmrich und Prahm Bereederung in Leer.

## Geschichte

### Bau und Einsatz
Das Schiff wurde unter der Baunummer 873 von Rousse Shipyard J.S.C. im bulgarischen Russe als Sonja gebaut. Die Kiellegung fand am 12. November 2004, der Stapellauf am 2. März 2007 statt. Fertiggestellt wurde das Schiff am 13. Juni 2007.
Ab August 2007 wurde das Schiff als Susan K betrieben, ab August 2012 fuhr es wieder unter seinem Baunamen Sonja.
2021 wurde das Schiff an Vertom verkauft und in Monika umbenannt.

## Zwischenfälle

### Entführung
Am Morgen des 8. April 2011 griffen mindestens zehn somalische Piraten das Schiff rund 35 Seemeilen vor der Küste von Oman an. Sie brachten das Schiff mit zehn Seeleuten an Bord, vier aus der Ukraine und sechs von den Philippinen, mit Waffengewalt unter ihre Kontrolle. Die Susan K, die in Charter für das dänische Unternehmen A.C. Ørssleff Chartering fuhr, war auf dem Weg von Mumbai nach Port Sudan.
Die Fregatte Niedersachsen war bei dem Piratenangriff rund 100 Seemeilen von der Angriffsposition entfernt und erhielt am frühen Morgen den Auftrag zur Nothilfe. Der Bordhubschrauber der Fregatte stellte bei einem Überflug fest, dass die Piraten das Schiff unter ihre Kontrolle gebracht und die Besatzung als Geiseln genommen hatten. Die Fregatte verfolgte das Schiff in Richtung der somalischen Küste. Das Schiff, von dem aus der deutsche Frachter angegriffen wurde, konnte durchsucht werden, allerdings befanden sich keine Piraten mehr an Bord.
Im Juni kam die Susan K nach Zahlung eines Lösegeldes wieder frei. Nach Medienberichten sollen etwa 2,8 Millionen Dollar Lösegeld gezahlt worden sein.
Im August 2014 wurde ein somalischer Asylbewerber in Eisleben festgenommen, der an der Entführung des Schiffes beteiligt gewesen sein soll. Im Rahmen seines Asylantrages waren von ihm Fingerabdrücke genommen worden, die mit nach der Freigabe des Schiffes an Bord gesicherten Fingerabdrücken übereinstimmten. Ein weiterer Asylbewerber, dem zur Last gelegt wird, an der Entführung des Frachtschiffs Susan K beteiligt gewesen zu sein, wurde Anfang August 2015 in einem Asylbewerberheim in Reutlingen festgenommen.

### Ölverschmutzung
Anfang November 2012 wurde der Reeder des Schiffes in den USA zur Zahlung einer Geldstrafe von 1,2 Millionen Dollar verurteilt, nachdem das Schiff zwischen August 2011 und März 2012 in US-amerikanischen Gewässern ölhaltiges Bilgewasser verklappt haben soll. Das Urteil eines Bundesgerichts in Houston beinhaltete auch ein Anlaufverbot US-amerikanischer Häfen für alle Schiffe der Reederei Nimmrich & Prahm.

## Technische Daten
Angetrieben wird das Schiff von einem Achtzylinder-Viertakt-Dieselmotor des Herstellers Caterpillar (Model MaK 8 M 25) mit einer Leistung von 2.400 kW, der über ein Untersetzungsgetriebe auf einen Verstellpropeller wirkt. Für die Stromversorgung stehen ein Wellengenerator mit einer Scheinleistung von 550 kVA sowie zwei Generatoren mit einer Scheinleistung von jeweils 362 kVA zur Verfügung. Weiterhin wurde ein Notgenerator mit einer Scheinleistung von 112,5 kVA verbaut.
Das Schiff ist mit einem Bugstrahlruder ausgerüstet. Der Schiffsrumpf verfügt über die Eisklasse E1. Das Deckshaus befindet sich im Achterschiffsbereich.
Das Schiff hat zwei Laderäume mit Zwischendeck. Die Räume werden mit Pontonlukendeckeln verschlossen, welche mit einem Lukenwagen bewegt werden können. Luken und Räume sind circa 30 Meter lang und 12,8 Meter breit. Der Laderaum 1 verjüngt sich im Unterraum im Vorschiffsbereich. Auf der Backbordseite befinden sich zwei NMF-Schiffskrane, die jeweils 60 t heben können (kombiniert 120 t).